# Psammoecus longicornis
Psammoecus longicornis is een keversoort uit de familie spitshalskevers (Silvanidae). De wetenschappelijke naam van de soort werd in 1872 gepubliceerd door Ludwig Wilhelm Schaufuss.